# Toyota Spade
Toyota Spade (яп. トヨタ・スペイド, хепбёрн: Toyota Supeido) — субкомпактвэн компании Toyota на базе Toyota Porte, выпускавшийся с 2012 по 2021 год.

## Описание
Toyota Spade впервые был представлен в октябре 2011 года. Производство автомобиля началось 23 июля 2012 года.
Spade являлся ребеджинговым вариантом Toyota Porte, заметно отличающимся дизайном переда и зада. Фонарь заднего хода напоминает пики.
Toyota Spade продавался в дилерских центрах Corolla Store и Netz по всей Японии, а с августа 2015 года — в Гонконге и Макао. Производство автомобиля завершилось 9 декабря 2020 года, а продажи — 31 января 2021 года.

## Двигатели
Toyota Spade оснащался 1,3-литровым двигателем 1NR-FE или же 1,5-литровым 1NZ-FE. В июле 2015 года двигатель 1NF-FE уступил место двигателю 2NR-FKE.

## Галерея
- Вид спереди
- Вид сзади
- Приборная панель
- Toyota Spade Modelista
- Вид сзади
- Пики в правой фаре
- Пики в правом заднем фонаре